# Now You See It...
Now You See It... is een Amerikaanse Disneyfilm uit 2005 onder regie van Duwayne Dunham en geschreven door Bill Fritz. Alyson Michalka heeft de hoofdrol in de film.

## Verhaal
De film vertelt het verhaal een tienerproducent die een tovenaar moet beschermen tegen de media.
Allyson Miller is een jonge producent en produceert een nieuwe realityshow die zoekt naar tovenaars. Ze vindt Danny Sinclair en hij blijkt ook de grootste kanshebber te zijn om de show te winnen. Als ze ontdekt dat hij een echte tovenaar is, moet ze hem al gauw beschermen tegen de mensen die hem willen vernietigen.

## Rolverdeling
| Acteur          | Personage      |
| --------------- | -------------- |
| Alyson Michalka | Allyson Miller |
| Johnny Pacar    | Danny Sinclair |
| Frank Langella  | Max            |
| Dremaceo Giles  | Ron            |
| Brendan Hill    | Cedric         |
| Chris Olivero   | Hunter         |

## Citaten
Danny Sinclair: I don't know how or why these things happen, Allyson! They just do!
Allyson Miller: For a minute there I thought Danny was my friend. 
Allyson Miller: Ok, so I know where he is. 
Danny Sinclair: No, I made it appear. 
Danny Sinclair: Allyson, you're brilliant! 
Allyson Miller: Thank you for noticing. 
Cedric: Now you see it... now you don't.

## Trivia
- Aly & AJ zong een cover voor de film.
- Een vervolg voor de film stond op de planning, maar toen actrice Alyson Michalka moest kiezen voor een vervolg of een rol in de film Cow Belles (2006), koos ze voor de laatste.